# Lepidodexia teffeensis
Lepidodexia teffeensis är en tvåvingeart som först beskrevs av Townsend 1927.  Lepidodexia teffeensis ingår i släktet Lepidodexia och familjen köttflugor. Inga underarter finns listade i Catalogue of Life.